# Distylie
 (juillet 2023).
La mise en forme du texte ne suit pas les recommandations de Wikipédia : il faut le « wikifier ».
Les points d'amélioration suivants sont les cas les plus fréquents :
- Les titres sont pré-formatés par le logiciel. Ils ne sont ni en capitales, ni en gras.
- Le texte ne doit pas être écrit en capitales (les noms de famille non plus), ni en gras, ni en italique, ni en « petit »…
- Le gras n'est utilisé que pour surligner le titre de l'article dans l'introduction, une seule fois.
- L'italique est rarement utilisé : mots en langue étrangère, titres d'œuvres, noms de bateaux, etc.
- Les citations ne sont pas en italique mais en corps de texte normal. Elles sont entourées par des guillemets français : « et ».
- Les listes à puces sont à éviter, des paragraphes rédigés étant largement préférés. Les tableaux sont à réserver à la présentation de données structurées (résultats, etc.).
- Les appels de note de bas de page (petits chiffres en exposant, introduits par l'outil «  Source ») sont à placer entre la fin de phrase et le point final[comme ça].
- Les liens internes (vers d'autres articles de Wikipédia) sont à choisir avec parcimonie. Créez des liens vers des articles approfondissant le sujet. Les termes génériques sans rapport avec le sujet sont à éviter, ainsi que les répétitions de liens vers un même terme.
- Les liens externes sont à placer uniquement dans une section « Liens externes », à la fin de l'article. Ces liens sont à choisir avec parcimonie suivant les règles définies. Si un lien sert de source à l'article, son insertion dans le texte est à faire par les notes de bas de page.
- La présentation des références doit suivre les conventions bibliographiques. Il est recommandé d'utiliser les modèles {{Ouvrage}}, {{Chapitre}}, {{Article}}, {{Lien web}} et/ou {{Bibliographie}}. Le mode d'édition visuel peut mettre en forme automatiquement les références.
- Insérer une infobox (cadre d'informations à droite) n'est pas obligatoire pour parachever la mise en page.

Pour une aide détaillée, merci de consulter Aide:Wikification.
Si vous pensez que ces points ont été résolus, vous pouvez retirer ce bandeau et améliorer la mise en forme d'un autre article.
🅐 morphe L (longistyle),
🅑 morphe S (brévistyle)

⑴ : pétales,
⑵ : sépales,
⑶ : anthères,
⑷ : pistil.

Jasminum fruticans, section longitudinale des fleurs des deux morphes. Outre les différences de longueur des filets et styles, il existe une différence de longueur des anthères et également de taille des grains de pollen.

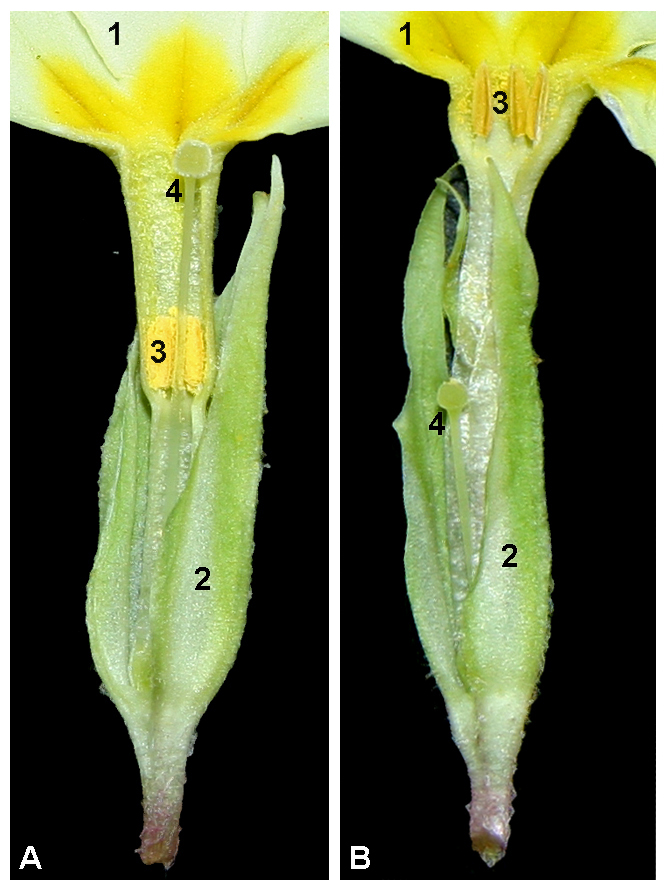
Distylie chez Primula vulgaris🅐 morphe L (longistyle),
🅑 morphe S (brévistyle)
⑴ : pétales,
⑵ : sépales,
⑶ : anthères,
⑷ : pistil.

La distylie est un type d'hétérostylie dans lequel une espèce présente une herkogamie réciproque. Ce système de reproduction est caractérisé par l'existence de deux morphes (L et S) produisant des fleurs de types différents :
- morphe L : styles longs et les étamines courtes,
- morphe S : styles courts et étamines longues[2].

Plus généralement, la distylie caractérise toutes espèces présentant deux morphes qui diffèrent par au moins une de ces caractéristiques :
- longueurs des styles,
- longueurs des filets,
- tailles ou formes de pollen,
- surface des stigmates[3],

et avec une auto-incompatibilité intra-morphe. Si cette auto-incompatibilité n'est pas totale, il existe toujours un avantage en faveur des croisements inter-morphes (meilleur succès reproductif entre individus de morphes opposés).

## Arrière-plan
Le premier compte rendu scientifique de la distylie remonte à 1583, avec la publication du livre de Charles de l'Écluse (~1526–1609) & István Beythe (1532–1612), comportant la description des deux morphes floraux de Primula veris.
En 1877, la distylie est mise en lumière par Charles Darwin, avec la publication de son ouvrage, The Different Forms of Flowers on Plants of the Same Species. Le livre présente le premier compte rendu de l'auto-incompatibilité intra-morphe chez les plantes distyliques et se concentre sur des expériences, en jardinage, de formation des graines chez différentes Primula distyliques. Darwin nomme les deux morphes floraux S- et L-morph, s'éloignant des noms vernaculaires, Pin (pour L-morph) et Thrum (pour S-morph), qui, selon lui, avaient été initialement attribués par les fleuristes.
Des espèces distyliques ont été identifiées dans 28 familles d'Angiospermes, évoluant probablement indépendamment dans chaque famille. Cela signifie que le système a évolué au moins 28 fois, bien qu'il ait été suggéré qu'il ait évolué plusieurs fois au sein de certaines familles. Étant donné que la distylie a évolué plusieurs fois, elle est considérée comme un cas d'évolution convergente.
Il est probable que l'herkogamie réciproque ait évolué pour éviter que le pollen de la même fleur ne se dépose sur son propre stigmate, favorisant ainsi la fécondation croisée.
Dans une étude sur Primula veris, il a été constaté que les fleurs de morphe L présentent des taux d'autopollinisation plus élevés et capturent plus de pollen que le morphe S. Différents pollinisateurs montrent des niveaux de succès variables lorsqu'ils pollinisent les différents morphes de Primula, la longueur de la tête ou de la trompe d'un pollinisateur étant corrélée positivement à la capture de pollen des fleurs à styles longs et négativement pour la capture de pollen des fleurs à styles courts. Il en va de même pour les pollinisateurs ayant des têtes plus petites, tels que les abeilles, qui capturent plus de pollen des morphes à styles courts que des morphes à styles longs. La différenciation des pollinisateurs permet aux plantes de réduire les niveaux de pollinisation intra-morphe.

## Modèles d'évolution
Il existe deux modèles hypothétiques principaux pour l'ordre dans lequel les traits de la distylie ont évolué : le modèle de "l'évitement de l'autofécondation" et le modèle du "transfert de pollen".
1. Le modèle de l'évitement de l'autofécondation suggère que l'auto-incompatibilité a évolué en premier, suivie de la différence morphologique. On a suggéré que le composant mâle de l'auto-incompatibilité évoluerait d'abord via une mutation récessive, suivi des caractéristiques femelles via une mutation dominante, et enfin les différences morphologiques mâles évolueraient via une troisième mutation[12].
2. Le modèle du transfert de pollen soutient que les différences morphologiques ont évolué en premier et, si une espèce est confrontée à une dépression consanguine, elle peut évoluer vers l'autocompatibilité. Ce modèle peut expliquer la présence de l'herkogamie réciproque chez les espèces autocompatibles[13],[9].

## Contrôle génétique de la dystylie
Un supergène, appelé le locus d'autocompatibilité (ou S-locus), est responsable de la distylie. Le S-locus est composé de trois gènes étroitement liés (les gènes S) qui se séparent en tant qu'unité unique. Traditionnellement, on a supposé qu'un gène S contrôle tous les aspects femelles de la distylie, un gène contrôle les aspects morphologiques mâles, et un gène détermine le type de fécondation mâle. Bien que cette hypothèse semble être vraie chez Turnera, ce n'est pas le cas chez Primulani chez Linum. Le morphe S est hémizygote pour le S-locus et le morphe L n'a pas de contrepartie allélique. La nature hémizygote du S-locus a été démontrée chez Primula, Gelsemium, Linum, Fagopyrum et Turnera. Les S-loci de Linum, Primula et Turnera ont été entièrement décrits, ce qui signifie que tous les gènes S ont été identifiés.
La présence du S-locus entraîne des changements dans l'expression des gènes entre les deux morphes floraux, comme cela a été démontré par des analyses transcriptomiques de Lithospermum multiflorum, Primula veris, Primula oreodoxa, Primula vulgaris et Turnera subulata.

### Le locusSdeFagopyrum
Actuellement, un seul gène S a été identifié chez Fagopyrum, S-ELF4, un régulateur transcriptionnel des facteurs de signalisation des phytochromes, est le gène de la morphologie femelle.

### Le locusS-deGelsemium
Chez Gelsemium, le S-locus est composé de quatre gènes, GeCYP, GeFRS6 et GeGA3OX, qui sont hémizygotes, et TAF2 qui semble être allélique avec une copie tronquée chez le morphe L. GeCYP semble partager un dernier ancêtre commun (ou orthologue) avec le gène CYPT de Primula. On suppose actuellement que les quatre gènes S chez Gelsemium ont été hérités en tant que groupe plutôt que séparément. Il s'agit du seul cas connu où les gènes S sont hérités en tant que groupe plutôt qu'individuellement.

### Le locusSdeLinum
Chez Linum, le S-locus est composé de neuf gènes, dont deux sont LtTSS1 et LtWDR-44, les sept autres étant sans nom et de fonction inconnue. LtTSS1 est supposé réguler la longueur du style chez le morphe S. L'analyse des substitutions synonymes de trois des gènes S suggère que le S-locus chez Linum a évolué de manière progressive, bien que seuls trois des neuf gènes aient été analysés.

### Le locusSdePrimula
Chez Primula, le S-locus est composé de cinq gènes : CYPT (ou CYP734A50), GLOT (ou GLOBOSA2), KFBT, PUMT et CCMT. Le supergène a évolué de manière progressive, ce qui signifie que chaque gène S s'est dupliqué et déplacé vers le pré-S-locus indépendamment des autres,. L'analyse des substitutions synonymes des gènes S suggère que le gène S le plus ancien chez Primula est probablement KFBT, qui aurait été dupliqué il y a environ 104 millions d'années, suivi de CYPT (42,7 millions d'années), GLOT (37,4 millions d'années) et CCMT (10,3 millions d'années). On ne sait pas quand PUMT a évolué car il n'a pas de paralogue dans le génome de Primula.
Parmi les cinq gènes S, deux ont été caractérisés. CYPT, un membre de la famille des cytochromes P450, est le gène de la morphologie femelle et le gène d'autocompatibilité femelle, ce qui signifie qu'il favorise le rejet du pollen autonome. CYPT produit probablement ces phénotypes par inactivation des brassinostéroïdes. L'inactivation des brassinostéroïdes, chez le morphe S par CYPT entraîne la répression de l'élongation cellulaire dans le style, produisant finalement le phénotype du pistil court. GLOT, un membre de la famille des MADS-BOX, est le gène de la morphologie mâle car il favorise la croissance du tube corollaire sous les étamines. On ignore comment les trois autres gènes S contribuent à la distylie chez Primula.

### Le locusSdeTurnera
Chez Turnera, le S-locus est composé de trois gènes : BAHD, SPH1 et YUC6. BAHD est probablement une acyltransférase impliquée dans l'inactivation des brassinostéroïdes ; il est à la fois le gène de la morphologie femelleet le gène d'autocompatibilité femelle. YUC6 est probablement impliqué dans la biosynthèse de l'auxine sur la base de l'homologie ; il est le gène d'autocompatibilité mâle et établit des dimorphismes de taille du pollen. SPH1 est probablement impliqué dans l'élongation des filaments d'après l'analyse de mutants à filaments courts.

## Liste des familles avec des espèces distylées
- Acanthaceae
- Amaryllidaceae
- Boraginaceae
- Connaraceae
- Erythroxylaceae
- Fabaceae
- Gelsemiaceae
- Gentianaceae
- Hypericaceae
- Iridaceae
- Lamiaceae
- Linaceae
- Lythraceae
- Malvaceae
- Menyanthaceae
- Oleaceae
- Oxalidaceae
- Passifloraceae
- Plumbaginaceae
- Polemoniaceae
- Polygonaceae
- Pontederiaceae
- Primulaceae
- Rubiaceae
- Santalaceae
- Saxifragaceae
- Schoepfiaceae
- Thymelaeaceae

## Les références
1. ↑  (en) Javier Guitián, Pablo guitián et Mónica Medrano, « Floral biology of the distylous Mediterranean shrub Jasminum fruticans (Oleaceae) » [PDF]
2. ↑  Lewis D, « The Physiology of Incompatibility in Plants. I. The Effect of Temperature », Proceedings of the Royal Society of London. Series B, Biological Sciences, vol. 131, no 862,‎ 1942, p. 13–26 (ISSN 0080-4649, DOI 10.1098/rspb.1942.0015 , JSTOR 82364, Bibcode 1942RSPSB.131...13L, S2CID 84753102)
3. ↑  (en) Muenchow G, « A loss-of-alleles model for the evolution of distyly », Heredity, vol. 49, no 1,‎ août 1982, p. 81–93 (ISSN 0018-067X, DOI 10.1038/hdy.1982.67 )
4. ↑  Barrett SC, Cruzan MB, Advances in Cellular and Molecular Biology of Plants, vol. 2, Springer Netherlands, 1994, 189–219 p. (ISBN 978-90-481-4340-5, DOI 10.1007/978-94-017-1669-7_10), « Incompatibility in heterostylous plants »
5. ↑  Shao JW, Wang HF, Fang SP, Conti E, Chen YJ, Zhu HM, « Intraspecific variation of self-incompatibility in the distylous plant Primula merrilliana », AoB Plants, vol. 11, no 3,‎ juin 2019, plz030 (PMID 32489575, PMCID 6557196, DOI 10.1093/aobpla/plz030)
6. ↑  Carolus Clusius et Stephan Bejthe, Caroli Clusii Atrebatis Rariorum aliquot stirpium :per Pannoniam, Austriam, & vicinas quasdam provincias observatarum historia, quatuor libris expressa, Antverpiae, Ex officina Christophori Plantini, 1583 (DOI 10.5962/bhl.title.845, lire en ligne)
7. ↑  B. Heitz, « Bulletin 1980 » [PDF], sur www.jardin-botanique-saverne.eu, p. 20 (Un aspect curieux de la sexualité des plantes)
8. ↑  Darwin C, The different forms of flowers on plants of the same species by Charles Darwin ..., D. Appleton and Co, 1877 (OCLC 894148387)
9. 1 2 3 4 5  Barrett SC, « 'A most complex marriage arrangement': recent advances on heterostyly and unresolved questions », The New Phytologist, vol. 224, no 3,‎ novembre 2019, p. 1051–1067 (PMID 31631362, DOI 10.1111/nph.16026 )
10. ↑  (en) Naiki A, « Heterostyly and the possibility of its breakdown by polyploidization », Plant Species Biology, vol. 27,‎ 2012, p. 3–29 (DOI 10.1111/j.1442-1984.2011.00363.x)
11. 1 2  Deschepper P, Brys R, Jacquemyn H, « The impact of flower morphology and pollinator community composition on pollen transfer in the distylous Primula veris », Botanical Journal of the Linnean Society, vol. 186, no 3,‎ 1er mars 2018, p. 414–424 (ISSN 0024-4074, DOI 10.1093/botlinnean/box097)
12. 1 2  (en) Charlesworth D, Charlesworth B, « A Model for the Evolution of Distyly », The American Naturalist, vol. 114, no 4,‎ octobre 1979, p. 467–498 (ISSN 0003-0147, DOI 10.1086/283496, S2CID 85285185)
13. 1 2  Lloyd DG, Webb CJ, Evolution and Function of Heterostyly, vol. 15, Berlin, Heidelberg, Springer Berlin Heidelberg, coll. « Monographs on Theoretical and Applied Genetics », 1992, 179–207 p. (ISBN 978-3-642-86658-6, DOI 10.1007/978-3-642-86656-2_7), « The Selection of Heterostyly »
14. ↑  Kappel C, Huu CN, Lenhard M, « A short story gets longer: recent insights into the molecular basis of heterostyly », Journal of Experimental Botany, vol. 68, nos 21–22,‎ décembre 2017, p. 5719–5730 (PMID 29099983, DOI 10.1093/jxb/erx387 )
15. 1 2  Li J, Cocker JM, Wright J, Webster MA, McMullan M, Dyer S, Swarbreck D, Caccamo M, Oosterhout CV, Gilmartin PM, « Genetic architecture and evolution of the S locus supergene in Primula vulgaris », Nature Plants, vol. 2, no 12,‎ décembre 2016, p. 16188 (PMID 27909301, DOI 10.1038/nplants.2016.188, S2CID 205458474, lire en ligne)
16. 1 2 3  (en) Juanita Gutiérrez-Valencia, Marco Fracassetti, Emma L. Berdan, Ignas Bunikis, Lucile Soler, Jacques Dainat, Verena E. Kutschera, Aleksandra Losvik, Aurélie Désamoré, P. William Hughes, Alireza Foroozani, Benjamin Laenen, Edouard Pesquet, Mohamed Abdelaziz et Olga Vinnere Pettersson, « Genomic analyses of the Linum distyly supergene reveal convergent evolution at the molecular level », Current Biology, vol. 32, no 20,‎ 2022, p. 4360–4371.e6 (PMID 36087578, DOI 10.1016/j.cub.2022.08.042 , S2CID 249242025)
17. 1 2 3  (en) Zhongtao Zhao, Yu Zhang, Miaomiao Shi, Zhaoying Liu, Yuanqing Xu, Zhonglai Luo, Shuai Yuan, Tieyao Tu, Zhiliang Sun, Dianxiang Zhang et Spencer C. H. Barrett, « Genomic evidence supports the genetic convergence of a supergene controlling the distylous floral syndrome », New Phytologist, vol. 237, no 2,‎ 22 novembre 2022, p. 601–614 (ISSN 0028-646X, PMID 36239093, DOI 10.1111/nph.18540, S2CID 252897518, lire en ligne)
18. 1 2  Yasui Y, Mori M, Aii J, Abe T, Matsumoto D, Sato S, Hayashi Y, Ohnishi O, Ota T, « S-LOCUS EARLY FLOWERING 3 is exclusively present in the genomes of short-styled buckwheat plants that exhibit heteromorphic self-incompatibility », PLOS ONE, vol. 7, no 2,‎ 1er février 2012, e31264 (PMID 22312442, PMCID 3270035, DOI 10.1371/journal.pone.0031264 , Bibcode 2012PLoSO...731264Y)
19. 1 2 3 4  Shore JS, Hamam HJ, Chafe PD, Labonne JD, Henning PM, McCubbin AG, « The long and short of the S-locus in Turnera (Passifloraceae) », The New Phytologist, vol. 224, no 3,‎ novembre 2019, p. 1316–1329 (PMID 31144315, DOI 10.1111/nph.15970 )
20. 1 2  Ushijima K, Nakano R, Bando M, Shigezane Y, Ikeda K, Namba Y, Kume S, Kitabata T, Mori H, Kubo Y, « Isolation of the floral morph-related genes in heterostylous flax (Linum grandiflorum): the genetic polymorphism and the transcriptional and post-transcriptional regulations of the S locus », The Plant Journal, vol. 69, no 2,‎ janvier 2012, p. 317–31 (PMID 21923744, DOI 10.1111/j.1365-313X.2011.04792.x )
21. 1 2  Nowak MD, Russo G, Schlapbach R, Huu CN, Lenhard M, Conti E, « The draft genome of Primula veris yields insights into the molecular basis of heterostyly », Genome Biology, vol. 16, no 1,‎ janvier 2015, p. 12 (PMID 25651398, PMCID 4305239, DOI 10.1186/s13059-014-0567-z)
22. ↑  Cohen JI, « De novo Sequencing and Comparative Transcriptomics of Floral Development of the Distylous Species Lithospermum multiflorum », Frontiers in Plant Science, vol. 7,‎ 23 décembre 2016, p. 1934 (PMID 28066486, PMCID 5179544, DOI 10.3389/fpls.2016.01934 )
23. ↑  Zhao Z, Luo Z, Yuan S, Mei L, Zhang D, « Global transcriptome and gene co-expression network analyses on the development of distyly in Primula oreodoxa », Heredity, vol. 123, no 6,‎ décembre 2019, p. 784–794 (PMID 31308492, PMCID 6834660, DOI 10.1038/s41437-019-0250-y)
24. ↑  Burrows B, McCubbin A, « Examination of S-Locus Regulated Differential Expression in Primula vulgaris Floral Development », Plants, vol. 7, no 2,‎ mai 2018, p. 38 (PMID 29724049, PMCID 6027539, DOI 10.3390/plants7020038 )
25. ↑  Henning PM, Shore JS, McCubbin AG, « Transcriptome and Network Analyses of Heterostyly in Turnera subulata Provide Mechanistic Insights: Are S-Loci a Red-Light for Pistil Elongation? », Plants, vol. 9, no 6,‎ juin 2020, p. 713 (PMID 32503265, PMCID 7356734, DOI 10.3390/plants9060713 )
26. 1 2  (en) Giacomo Potente, Étienne Léveillé-Bourret, Narjes Yousefi, Rimjhim Roy Choudhury, Barbara Keller, Seydina Issa Diop, Daniël Duijsings, Walter Pirovano, Michael Lenhard, Péter Szövényi et Elena Conti, « Comparative Genomics Elucidates the Origin of a Supergene Controlling Floral Heteromorphism », Molecular Biology and Evolution, vol. 39, no 2,‎ 3 février 2022, msac035 (ISSN 0737-4038, PMID 35143659, PMCID 8859637, DOI 10.1093/molbev/msac035, lire en ligne)
27. 1 2  (en) Cuong Nguyen Huu, Barbara Keller, Elena Conti, Christian Kappel et Michael Lenhard, « Supergene evolution via stepwise duplications and neofunctionalization of a floral-organ identity gene », Proceedings of the National Academy of Sciences, vol. 117, no 37,‎ 15 septembre 2020, p. 23148–23157 (ISSN 0027-8424, PMID 32868445, PMCID 7502755, DOI 10.1073/pnas.2006296117 )
28. 1 2  Cuong Nguyen Huu, Christian Kappel, Barbara Keller, Adrien Sicard, Yumiko Takebayashi, Holger Breuninger, Michael D Nowak, Isabel Bäurle, Axel Himmelbach, Michael Burkart, Thomas Ebbing-Lohaus, Hitoshi Sakakibara, Lothar Altschmied, Elena Conti et Michael Lenhard, « Presence versus absence of CYP734A50 underlies the style-length dimorphism in primroses », eLife, vol. 5,‎ 6 septembre 2016, e17956 (ISSN 2050-084X, PMID 27596932, PMCID 5012859, DOI 10.7554/eLife.17956, lire en ligne)
29. 1 2  (en) Cuong Nguyen Huu, Sylvia Plaschil, Axel Himmelbach, Christian Kappel et Michael Lenhard, « Female self-incompatibility type in heterostylous Primula is determined by the brassinosteroid-inactivating cytochrome P450 CYP734A50 », Current Biology, vol. 32, no 3,‎ 2022, p. 671–676.e5 (PMID 34906354, DOI 10.1016/j.cub.2021.11.046, S2CID 245128230, lire en ligne)
30. ↑  (en) Benjamin A. Burrows et Andrew G. McCubbin, « Sequencing the genomic regions flanking S-linked PvGLO sequences confirms the presence of two GLO loci, one of which lies adjacent to the style-length determinant gene CYP734A50 », Plant Reproduction, vol. 30, no 1,‎ 2017, p. 53–67 (ISSN 2194-7953, PMID 28229234, DOI 10.1007/s00497-017-0299-9, S2CID 22910136, lire en ligne)
31. 1 2  (en) Courtney M. Matzke, Joel S. Shore, Michael M. Neff et Andrew G. McCubbin, « The Turnera Style S-Locus Gene TsBAHD Possesses Brassinosteroid-Inactivating Activity When Expressed in Arabidopsis thaliana », Plants, vol. 9, no 11,‎ 13 novembre 2020, p. 1566 (ISSN 2223-7747, PMID 33202834, PMCID 7697239, DOI 10.3390/plants9111566 )
32. ↑  (en) Courtney M. Matzke, Hasan J. Hamam, Paige M. Henning, Kyra Dougherty, Joel S. Shore, Michael M. Neff et Andrew G. McCubbin, « Pistil Mating Type and Morphology Are Mediated by the Brassinosteroid Inactivating Activity of the S-Locus Gene BAHD in Heterostylous Turnera Species », International Journal of Molecular Sciences, vol. 22, no 19,‎ 30 septembre 2021, p. 10603 (ISSN 1422-0067, PMID 34638969, PMCID 8509066, DOI 10.3390/ijms221910603 )
33. ↑  (en) Paige M. Henning, Joel S. Shore et Andrew G. McCubbin, « The S-Gene YUC6 Pleiotropically Determines Male Mating Type and Pollen Size in Heterostylous Turnera (Passifloraceae): A Novel Neofunctionalization of the YUCCA Gene Family », Plants, vol. 11, no 19,‎ 8 octobre 2022, p. 2640 (ISSN 2223-7747, PMID 36235506, PMCID 9572539, DOI 10.3390/plants11192640 )